# Sorin Cepoi
Sorin Cepoi (n. 13 septembrie 1956, București, România) este un fost gimnast român de valoare mondială, fost component al lotului de gimnastică masculină al României, actualmente antrenor de gimnastică.

## Biografie

### Viață de familie
Sorin Cepoi este căsătorit (din anul 1980) cu fosta gimnasta română de valoare mondială Teodora Ungureanu. Cuplul, care trăiește de la începutul anilor 1990 în New York City, are o fiică, Adriana.
Pentru o perioadă de timp, Sorin și Teodora au lucrat în cadrul trupei de circ Cornea, după care s-au mutat în Franța, unde au antrenat timp de opt ani, iar din 1993 s-au stabilit în Statele Unite ale Americii. În prezent Teodora și soțul său conduc clubul de gimnastică "Dynamic Gymnastics", din localitatea Mohegan Lake, statul New York, SUA.

## Distincții
- Medalia „Meritul Sportiv” clasa I (18 august 1976) „pentru rezultatele deosebite obținute la Jocurile olimpice de vară de la Montreal – 1976, precum și pentru contribuția adusă la dezvoltarea activității sportive și la creșterea prestigiului sportului românesc pe plan internațional”[4]
- Medalia „Meritul Sportiv” clasa I (15 aprilie 1981) „pentru rezultatele deosebite obținute la Jocurile olimpice de vară de la Moscova – 1980, precum și pentru contribuția adusă la dezvoltarea activității sportive și la creșterea prestigiului sportului românesc pe plan internațional”[5]